# Armascirus quadripilus
Armascirus quadripilus är en spindeldjursart som först beskrevs av Banks 1894.  Armascirus quadripilus ingår i släktet Armascirus och familjen Cunaxidae. Inga underarter finns listade i Catalogue of Life.